# Farn-Sasan
Farn-Sasan (... – 226) è stato l'ultimo re del regno indo-partico, governando la regione del Sakastan dal 210 al 226 circa.
Le fonti letterarie non fanno menzione di lui ed è conosciuto solo attraverso le monete che ha fatto coniare. Fu sconfitto nel 226 dal sovrano sasanide Ardashir I (che regnò dal 224 al 242), che segnò la fine del dominio indo-partico.

## Etimologia
La parte principale del nome "Sasan" era popolare nel regno indo-partico. L'etimologia del nome è incerta; secondo gli studiosi David Neil MacKenzie e V.A. Livshits, il nome deriva dall'antico iraniano Sāsāna ("nemico sconfitto"). Era il nome di una divinità zoroastriana locale venerata in Indo-Partia e Corasmia.

## Biografia
Farn-Sasan salì al trono indo-partico nel 210. L'identità del suo predecessore è sconosciuta; potrebbe essere stato Pacores. Farn-Sasan non è menzionato in nessuna fonte letteraria ed è conosciuto solo attraverso le sue monete, che hanno l'iscrizione; "Farn-Sasan, figlio di Adur-Sasan, nipote di Tirdat, figlio del nipote di Sanabares, il re dei re ."
Fino a pochi anni addietro Farn-Sasan era conosciuto come "Ardamitra"..
Con questa iscrizione, Farn-Sasan cercò di legittimare il suo governo legandosi al suo bisnonno Sanabares, che fu l'ultimo importante re indo-partico. Sebbene il titolo di "Re dei Re" sia posto dopo il nome di Sanabares, Farn-Sasan in realtà si riferisce a se stesso come Re dei Re, che era la tradizionale titolazione dei sovrani achemenidi e dei Parti.

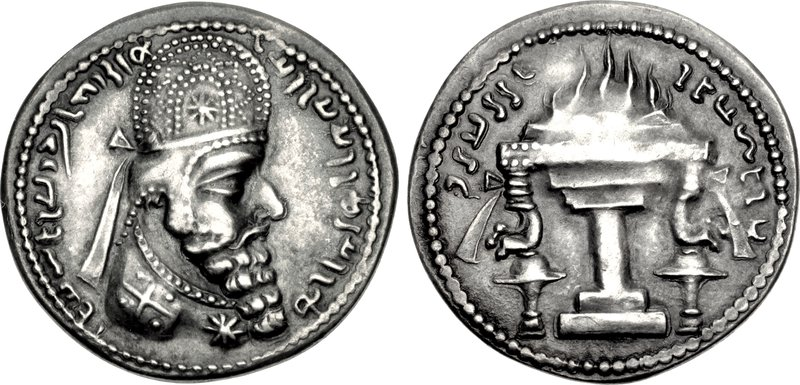
Moneta del monarca sasanide Ardashir I (regnante 224–242), coniata ad Hamadan tra il 226 e il 230

Né Adur-Sasan né Tirdat governarono, il che implica che Farn-Sasan provenisse apparentemente da un ramo cadetto della dinastia. Sul dritto delle sue monete è raffigurato con un berretto. Sul verso è raffigurato un tempio del Fuoco, con un'iscrizione cerchiata attorno ad esso. Farn-Sasan è stato l'unico re noto a mostrare un tempio del fuoco su monete originarie del Sakastan. Più o meno nello stesso periodo, un altro re emise monete con un simile tempio del fuoco raffigurato su di esse, ovvero il sovrano sasanide Ardashir I (regnante 224–242), che più o meno nello stesso periodo stava estendendo i suoi domini a est. Non è chiaro se fu Farn-Sasan a copiare l'iconografia delle monete inverse di Ardashir I, o viceversa. La somiglianza della monetazione di Farn-Sasan e del sasanide Ardashir I, incluso il nome comune Sasan, un nome popolare nel regno indo-partico, suggerisce che i sasanidi e gli indo-parti possibilmente condividessero un'ascendenza comune. Gli storici moderni li considerano rivali e pretendenti al titolo di Re dei Re. L'iranologo Khodadad Rezakhani sostiene che Farn-Sasan era un superiore di Ardashir I, e che quest'ultimo poté dichiararsi Re dei Re solo dopo aver sconfitto Farn-Sasan nel 226, cosa che segnò la fine del dominio indo-partico.